# 惡靈入侵：少年軍團
是一部1991年的美國砍殺電影。由傑克·本德執導，編劇為唐·曼西尼。此集美國上映時間為1991年8月30日，與前集相隔一年。此集主演為賈斯丁·華林以及布拉德·道里夫，道里夫重覆聲演恰吉。

## 故事
故事時間訂於前作八年後。安迪巴克利，當年的小男孩已經長大成人，於軍校就讀。玩具公司老闆決定重新生產"好人娃娃"，他認為安迪的鬼娃案件已被遺忘，工廠回收舊塑膠材料重新生產"好人娃娃"玩偶，包括鬼娃的殘餘塑膠，造成鬼娃再生。

## 演員

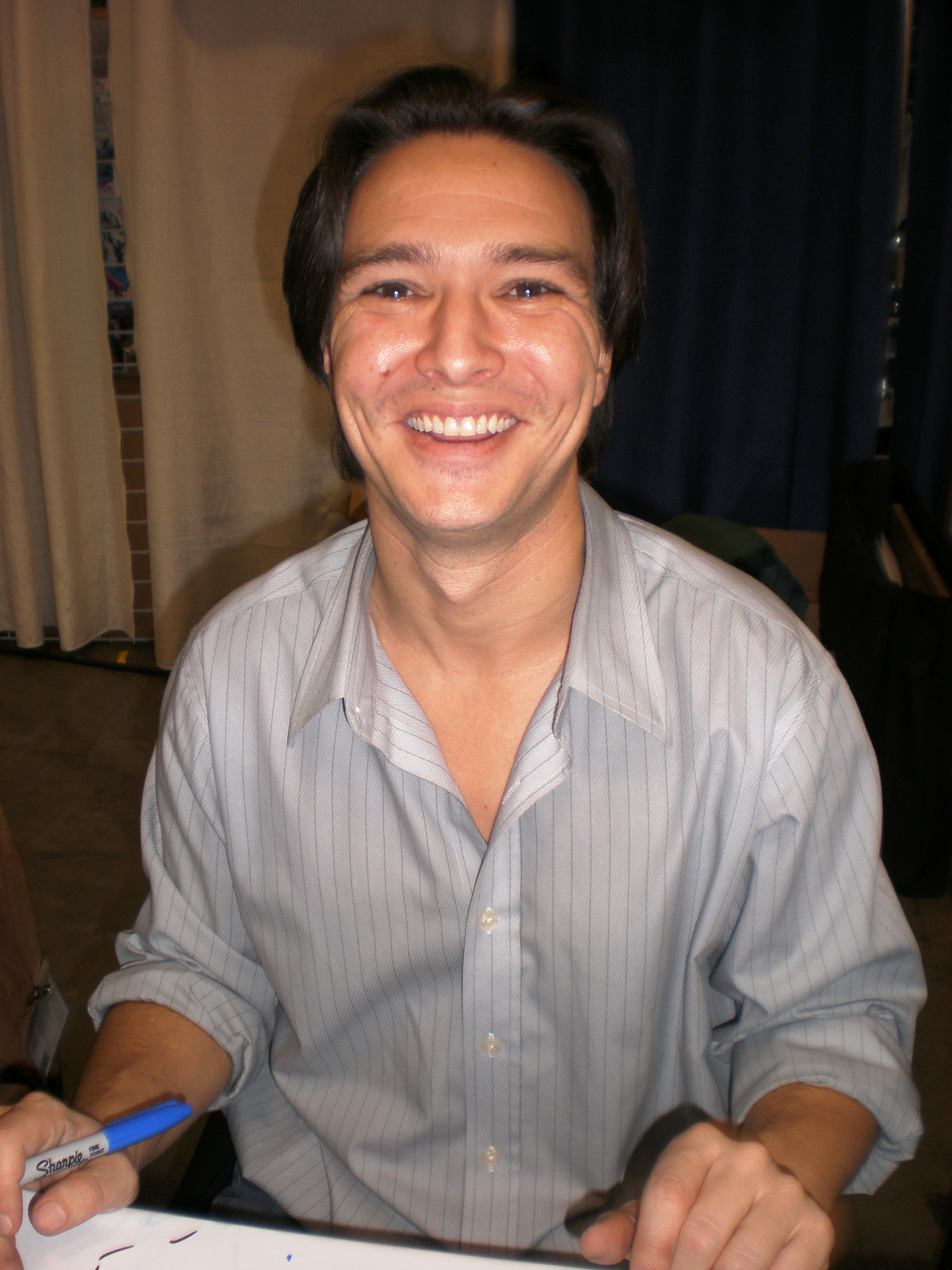
賈斯丁·華林在《惡靈入侵少年軍團》中飾演長大了的安迪·巴克利

| 演員                         | 角色                                                      | 備註                                      |
| 布拉德·道里夫                | 恰吉 Chucky                                               | 自前集被熱塑料溶解後，再度重獲新生。      |
| 賈斯丁·華林                  | 安迪·巴克利 Andy Barclay                                  | 16歲，軍校生。                            |
| 波瑞·麗芙                    | 克莉絲汀·德·席娃 Kristin De Silva                         | 安迪的同班學生。                          |
| 傑瑞米·席維斯 Jeremy Sylvers | 羅納多·泰勒 Ronald Tyler                                  | 10歲的二等兵。                            |
| 安德魯·羅賓森                | 巴尼克中士 Sergeant Botnick                               | 被恰吉殺害。                              |
| 崔維斯·凡恩                  | 布瑞特·薛頓上校 Cadet Lieutenant Colonel Brett C. Shelton | 遭誤擊而死。                              |
| 達金·馬修斯                  | 寇克倫上校 Colonel Cochrane                               | 被恰吉殺害。                              |
| 馬修·沃克                    | 伊利斯少校 Maj. Ellis                                     |                                           |
| 彼得·哈斯基爾                | 蘇利文 Mr. Sullivan                                       | 玩具公司CEO，故事前段就被新生恰吉給殺害。 |